# Врана (дворец)
Вижте пояснителната страница за други значения на Врана.
Вижте пояснителната страница за други значения на Враня.
Дворецът „Врана“ (наричан през времето на социализма Враня) е царски дворец с едноименен парк в покрайнините на София, където Царското семейство е прекарвало по-голямата част от дните си. Намира се на 571 m надморска височина.

## История
Преди Освобождението на мястото на днешния дворец „Врана" се намирал чифликът на турския управител на София – Осман паша. През 1879 г. хаджи Боне Петров – съратник на Васил Левски, първоначално го наема от наследниците на пашата, а впоследствие и откупува за 500 лири. Поради финансови затруднения го ипотекира пред БНБ, която го обявява на публичен търг. На търга се явяват двамата най-богати софийски банкери Ешкенази и Леви, както и д-р Никола Странски, придворен аптекар на Княз Фердинанд I. Той плаща за имота 56 000 златни лева. Само седмица по-късно Князът го откупува от него. Фердинанд I е известен със страстта си към орнитологията и решава да нарече чифлика на първата кацнала на покрива птица. Дворецът бил накацан от цяло ято врани, типични за Софийското поле тогава, така дворецът и паркът получават името „Врана".
Голяма част от имението Врана, както уникалният парк, създаден от Цар Фердинанд, така и стопанството са купувани на части в началото на ХХ век от Царя с десетки продавателни актове, които понастоящем се съхраняват в Държавната агенция „Архиви“ и могат да бъдат видени от всеки интересуващ се българин. Фердинанд купува от местните селяни по декар-два, докато закръгля имота около основното имение Чардаклия"
Имотът включва парк от 950 декара, стопанство от 1000 декара и две сгради, свързани с топла връзка, оформящи дворцовия комплекс. Първата е построена през 1904 г. като двуетажна ловна хижа, проектирана и реализирана от арх. Георги Фингов. Втората сграда – новия дворец, е построена между 1909 и 1912 г. от арх. Никола Лазаров. Закупуването на терените за оформянето на парка и стопанството, както и за строителството на двете сгради е финансирано с лични средства на Цар Фердинанд, както по линия на годишната му Цивилна листа, която е заплатата на Монарха в качеството му на държавен глава, така и чрез вземането на личен заем в размер на 3 милиона златни франка от Руския император Николай II през 1911 – 12 г. Документите по отпускането на заема днес се съхраняват в свободния за достъп фонд на Московския държавен архив. По отношение на заема руския пълномощен-министър в София дава подробни сведения за личното финансово състояние на Царя, както и за гарантиранцията – имението Врана.
Сред забележителностите на двореца са таван от дърворезба, дело на дебърските майстори Филипови, позлатена дъбова ламперия и керамични изделия „Делфтваре“. Вътрешните колони са изработени по прочутата италианска техника стуко. Има и все още работещ стар асансьор „Шиндлер“.
Карелската столова е подарък от руския император Николай II за пълнолетието на престолонаследника Борис, Княз Търновски, и цялото ѝ обзавеждане (маса, столове и ламперия) са изработени от карелска бреза от майстори, изпратени специално от Императорските фабрики в Петрозаводск, Русия.
След абдикацията на Цар Фердинанд I през 1918 г. дворецът става собственост на Цар Борис III, а след неговата смърт (28 август 1943 г.) – на Цар Симеон II. Главната сграда е бомбардирана от съюзниците през Втората световна война, но след това е възстановена. След референдума за премахване на монархията, организиран от комунистите на 8 септември 1946 г., дворецът „Врана“ се ползва от представители на политическото и държавното ръководство на Народна република България. Там се настаняват Георги Димитров и Васил Коларов, а след това и Вълко Червенков.
След края на комунизма „Врана“ е върната, с единодушното решение на Конституционния съд от юни 1998 г., на Цар Симеон II и неговата сестра Мария Луиза Българска. През 1998 г. паркът е дарен от Цар Симеон II на Община София с условието да бъде отворен за всички български граждани, гости на столицата.
От 2011 г. по волята на Царското семейство, дворецът „Врана“ се стопанисва от Фонда за опазване на историческото наследство „Цар Борис и Царица Иоанна“, чиято цел е реставрирането на този исторически паметник в първоначалния му вид от 1909 – 1912 г. по запазените в ДА „Архиви“ планове на архитект Лазаров, създаването на отворен Научен институт с постоянна експозиция, архивен фонд и специализирана библиотека, посветена на историята на Българската царска династия. В двореца, в който ще се помещава бъдещият царски музей са изложени предмети, свързани предимно с живота на Цар Фердинанд, Цар Борис, както и целия период на изгнанието и живота на Царското семейство и на Цар Симеон.
След двореца "Царска Бистрица",  Врана е вторият реституиран царски имот, който е отворен за посетители. От 8 юни 2013 г. парк-музей Врана е отворен за посещения в дните събота и неделя от 10 – 16 часа, като на всеки половин час тръгва организирана група със специалист-екскурзовод. Специалният двуетажен автобус X50 (бивш № 505) от обществения транспорт, който се движи само през почивните дни в рамките на работното време на парка, свързва двореца с Орлов мост в центъра на града. В парка могат да се видят над 400 растителни вида. Обявен е за национален паметник на културата.
През 2023 г. Върховният Касацонен съд признава парка за държавна собственост и Община София приканва държавата да поеме стопанисването му, което така и не се случва в течение на следващите две години. На 10 юли 2025 г. общината официално прекратява тази дейност и връща държането, респективно ключовете.

## Погребани
Парк:
- Цар Борис III (1946 – 1954)

Крипта:
- Княз Кардам Търновски (* 2024)
- Цар Фердинанд I (* 2024)

## Галерия
- Детайли от двореца
- Ориел
- Фасада
- Кула
- Кула